# Mori–Nagatas sats
Inom matematiken är Mori–Nagatas sats, introducerad av Yoshiro Mori (1953) och Nagata (1955), en sats som säger följande: låt A vara en noethersk reducerad kommutativ ring med total fraktionskropp K. Då är integritetshöljet av A i K en direkt produkt av r Krulldomäner, där r är antalet minimala primideal a A.
Satsen är en partiell generalisering av Krull–Akizukis sats, som behandlar endimensionella noetherska domäner. En konsekvens av satsen är att om R är en Nagataring, så är varje R-delalgebra av ändlig typ en Nagataring (Nishimura 1976).
Mori–Nagatas sats följer ur Matijevics sats.

### Fotnoter
1. ↑  McAdam, S. (1990), ”Review: David Rees, Lectures on the asymptotic theory of ideals”, Bull. Amer. Math. Soc. (N.S.) 22 (2):  315–317, doi:10.1090/s0273-0979-1990-15896-3, arkiverad från ursprungsadressen  den 2014-05-14, https://web.archive.org/web/20140514134038/http://projecteuclid.org/DPubS?verb=Display&version=1.0&service=UI&handle=euclid.bams%2F1183555628&page=record